# Nuzéjouls
Nuzéjouls är en kommun i departementet Lot i regionen Occitanien i södra Frankrike. Kommunen ligger i kantonen Catus som tillhör arrondissementet Cahors. År 2022 hade Nuzéjouls 351 invånare.

## Befolkningsutveckling
Antalet invånare i kommunen Nuzéjouls
| Referens: INSEE |